# Драган Добрић (сликар)
Драган Добрић (рођен 17. августа 1940) је српски сликар, припада средњој генерацији београдских сликара.

## Биографија
Рођен је 17. августа 1940. у Добропољцима. Завршио је Факултет ликовних уметности Универзитета уметности у Београду 1968. и специјални течај у Београду 1970. Самостално је излагао у Београду 1971. и Зрењанину 1973. године. Учествовао је на УЛУС-овим изложбама 1969—1971. и 1973, Мајској изложби 1968—1970. у Ечкој, Октобарском салону 1969—1971, изложби „Нове тенденције београдске уметности” 1970, „НОБ у делима ликовних уметника Југославије” и изложби Уметничке колоније Ечка 1971. године. Основно средство његовог сликарског исказа је људска фигура, користи документални материјал (фотографију) као прилог успостављању истинитости и аутентичности призора. Тежња за истинитошћу призора је део његове намере да сачува везу између слике и догађаја и везу слика са животом.